# Fängsjön, Gästrikland
Fängsjön är en sjö i Sandvikens kommun i Gästrikland och ingår i Dalälvens huvudavrinningsområde. Sjön är 2,1 meter djup, har en yta på 3,17 kvadratkilometer och är belägen 55,9 meter över havet. Sjön avvattnas av vattendraget Laggarboån (Västerån).
Fängsjön är under mars-april rastplats för stora mängder sångsvanar, och är ett populärt tillhåll för rördrom.

## Delavrinningsområde
Fängsjön ingår i det delavrinningsområde (668562-155414) som SMHI kallar för Utloppet av Fängsjön. Medelhöjden är 58 meter över havet och ytan är 8,87 kvadratkilometer. Räknas de 17 avrinningsområdena uppströms in blir den ackumulerade arean 220,56 kvadratkilometer. Laggarboån (Västerån) som avvattnar avrinningsområdet har biflödesordning 2, vilket innebär att vattnet flödar genom totalt 2 vattendrag innan det når havet efter 90 kilometer. Avrinningsområdet består mestadels av skog (42 procent). Avrinningsområdet har 3,17 kvadratkilometer vattenytor vilket ger det en sjöprocent på 35,7 procent. Bebyggelsen i området täcker en yta av 0,08 kvadratkilometer eller 1 procent av avrinningsområdet.